# 諸塚交通

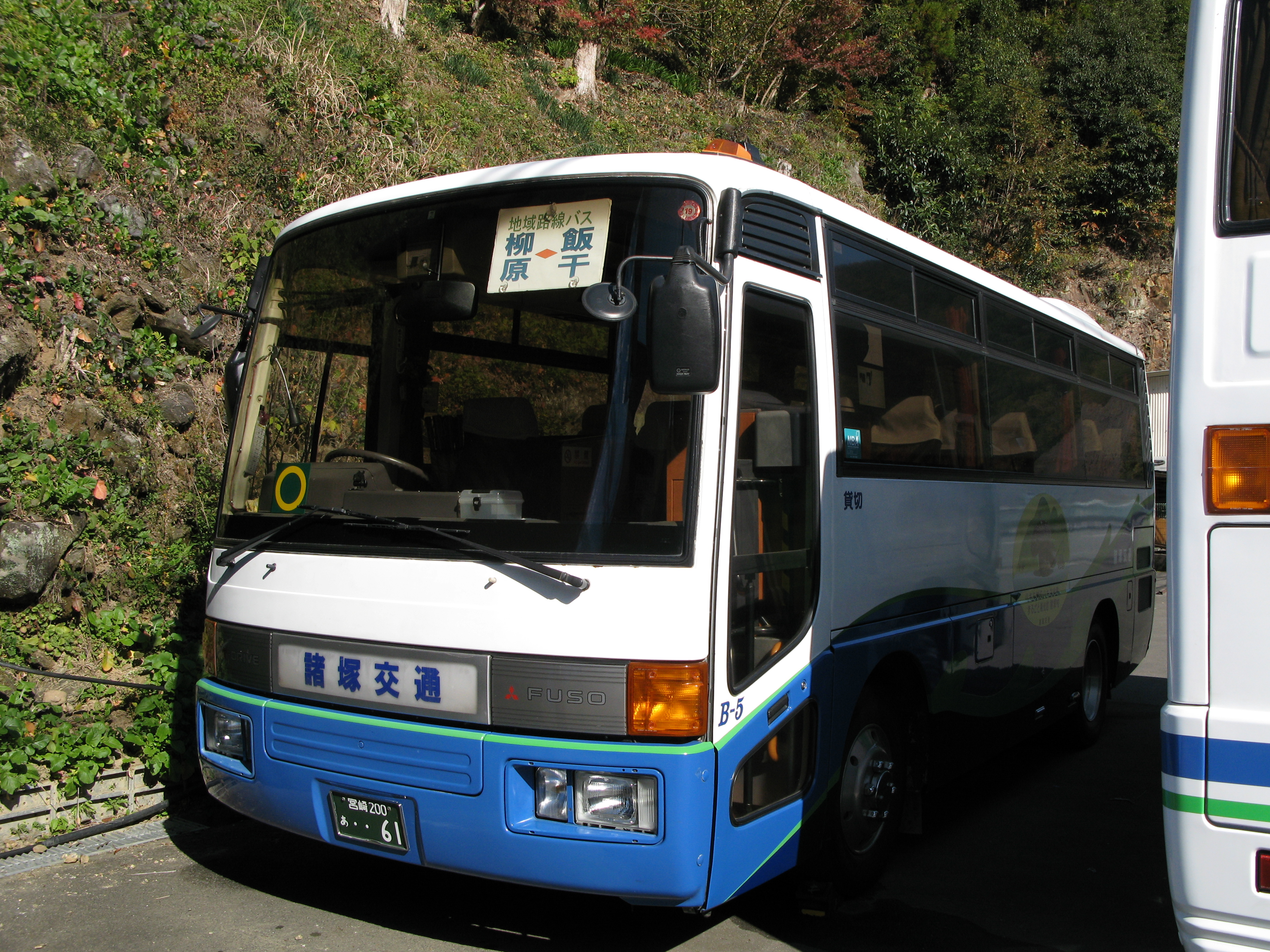

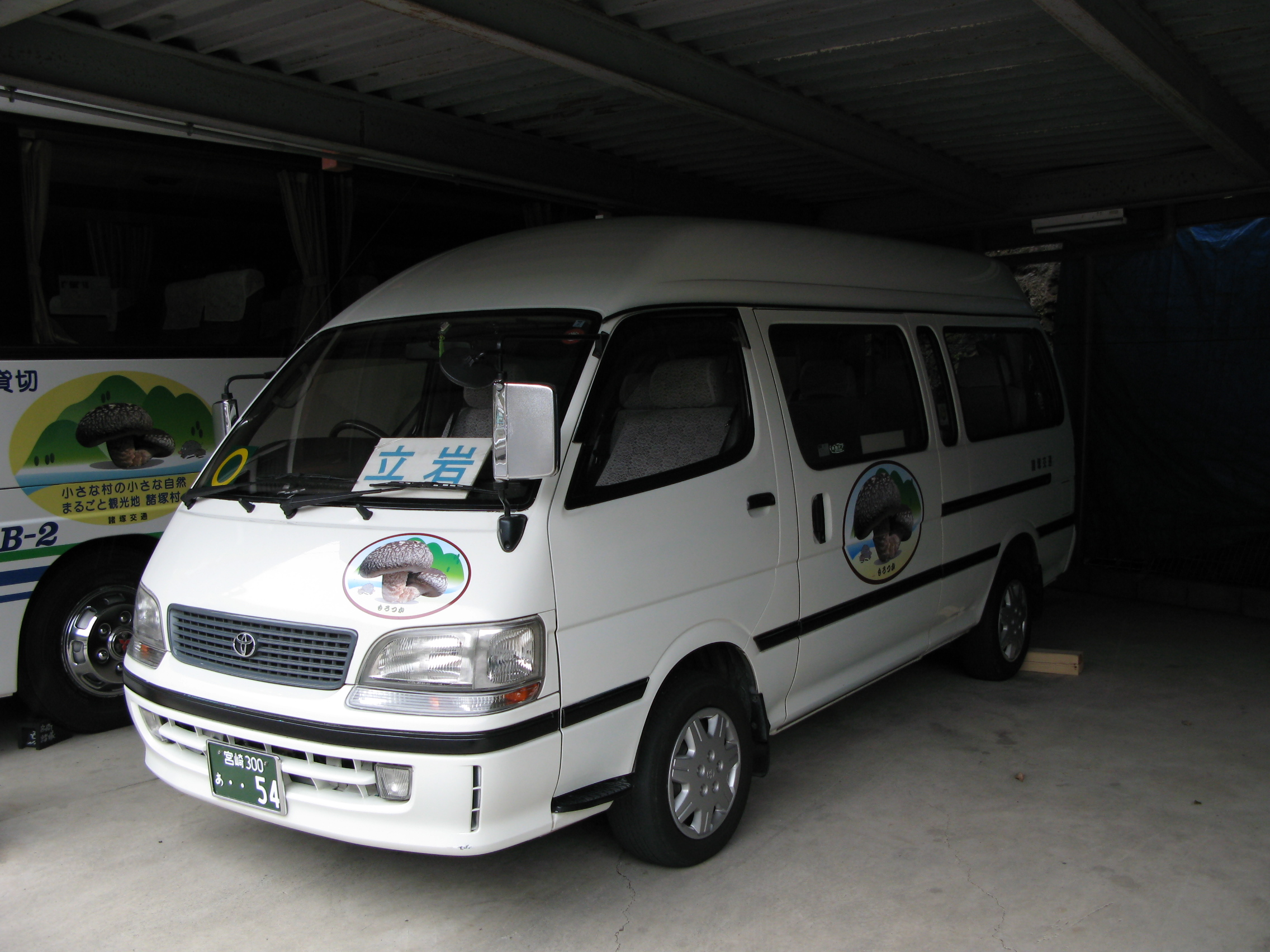

有限会社諸塚交通（もろつかこうつう）は、宮崎県東臼杵郡諸塚村に本社を置くバス・タクシー事業者である。なお、社団法人日本バス協会の会員である。

## 沿革
- 1968年 - 高千穂タクシーとして創業。当時はタクシー専業だった。
- 1974年 - 諸塚タクシーに社名変更。
- 2000年 - 諸塚交通に社名変更。貸切バス事業の免許取得。
- 2003年10月～2004年4月 - 宮崎交通が廃止した諸塚村内路線の廃止代替バス（21条バス）を順次運行開始[1]。

## 路線
以下の路線バスを運行している。いずれも元・宮崎交通の廃止代替路線である。
いずれも土曜・日曜・休日は運休。運賃は10円単位の区間制。
飯干線
- 柳原 - 諸塚 - 塚原 - 飯干

立岩線
- 塚原 - 諸塚 - 柳原 - 温泉前 - 立岩

荒谷線
- 柳原 - 諸塚 - 荒谷

古園線
- 柳原 - 諸塚 - 塚原 - 恵後の崎

バス停デザインの例
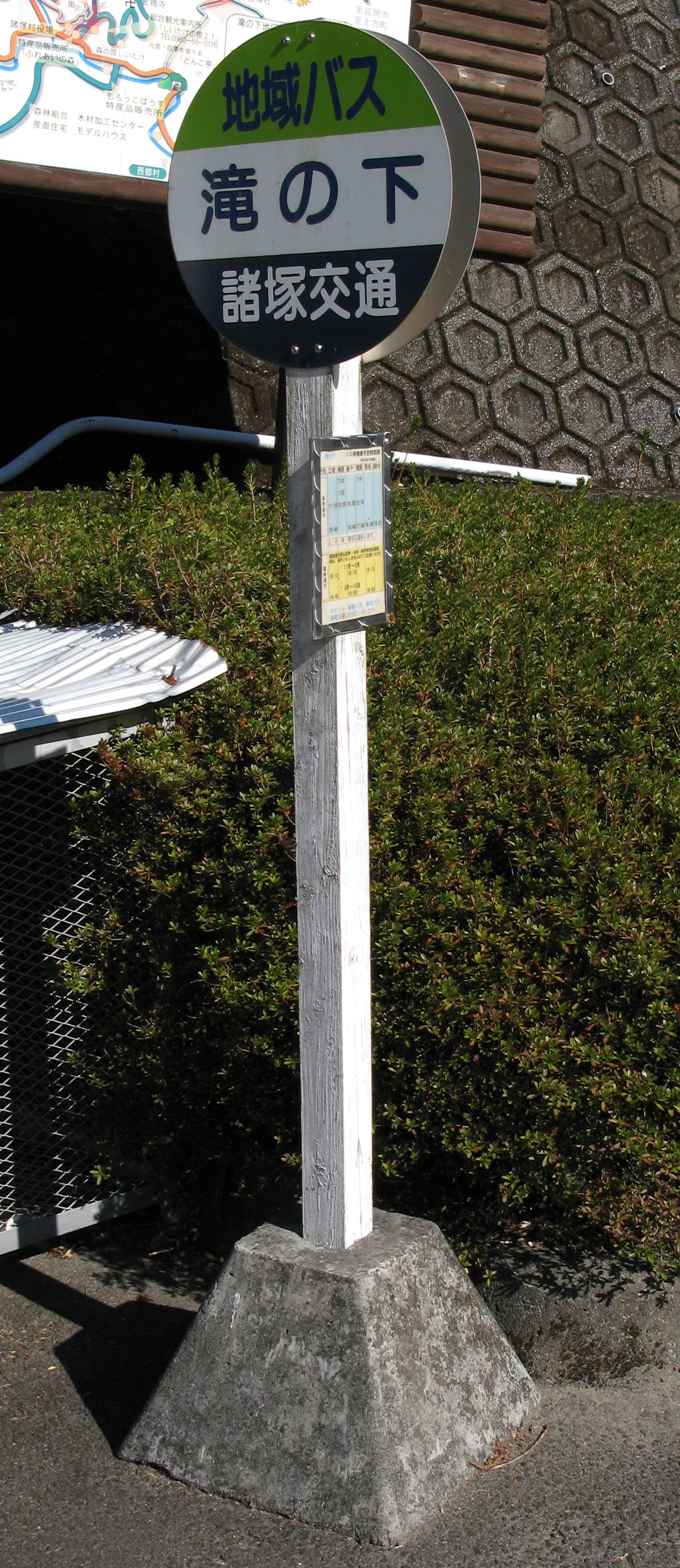
滝の下バス停
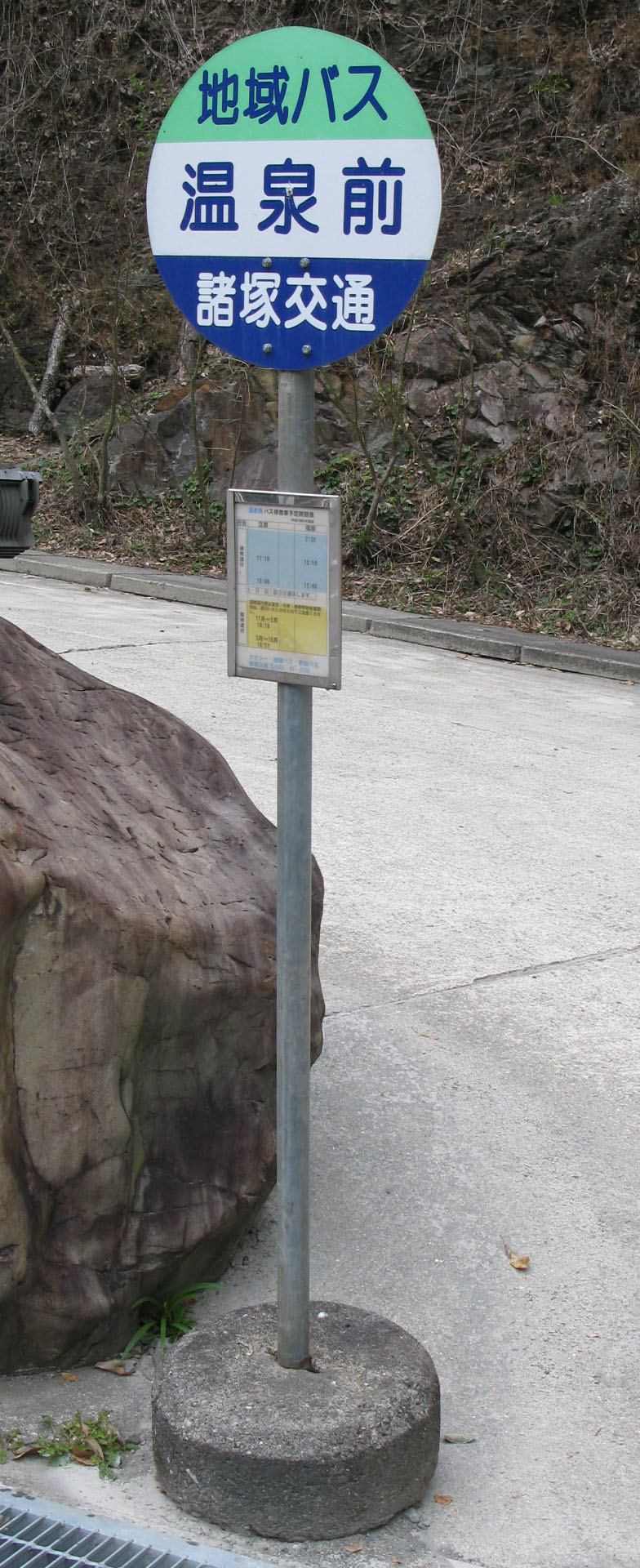
温泉前バス停